# Oullim Motors
Oullim Motors — южнокорейский производитель суперкаров, базирующийся в Сеуле, работающий с 1997 года.

## История
Компания Proto Motors была основана в конце 1990-х годов по инициативе дизайнера SsangYong Motor, который хотел спроектировать первый суперкар в истории южнокорейского автомобилестроения. Первый прототип под названием Proto PS-II был представлен в 2001 году, а премьера серийной модели Proto Spirra состоялась в 2002 году во время Сеульского автосалона.
В 2006 году название компании изменилось на Oullim Motors, а два года спустя, во время Пекинского автосалона 2008, была представлена серийная версия суперкара под новым названием – Oullim Spirra. В 2011 году производитель представил электрический вариант.
После 9 лет Oullim Spirra была снята с производства в 2017 году после чего компания временно прекратила свою деятельность на рынке. 
В 2024 году была представлена модель CREGiT 24.

## Модельный ряд
- RT-X (1998)
- PS-II (2000)
- Spirra (2007–2017)
- Spirra EV (2011)
- Kia Grand Carnival Limousine (2006–2017)
- CREGiT 24 (2024)